# Platyja falcata
Platyja falcata är en fjärilsart som beskrevs av Felder 1874. Platyja falcata ingår i släktet Platyja och familjen nattflyn. Inga underarter finns listade i Catalogue of Life.